# Juicios por brujería en la Edad Moderna
Al inicio de la Edad Moderna, desde aproximadamente 1400 hasta 1775, alrededor de 100.000 personas fueron procesadas por brujería en Europa y en la América británica. Entre 40.000 y 60.000 de ellas, fueron ejecutadas, la mayoría en Europa. La caza de brujas fue especialmente severa en algunas partes del Sacro Imperio Romano Germánico. Los procesos por brujería alcanzaron su punto álgido entre 1560 y 1630, durante la Contrarreforma y las guerras de religión europeas. Entre las clases bajas, las acusaciones de brujería solían hacerse por los propios vecinos, y las hacían tanto los hombres como las mujeres. Los curanderos mágicos o "gente astuta" a veces eran procesados por brujería, pero parecen haber sido una minoría de los acusados. Aproximadamente el 80% de los condenados fueron mujeres, la mayoría de ellas mayores de 40 años. En algunas regiones, las brujas convictas eran quemadas en la hoguera, que era el castigo habitual por herejía religiosa.

## Contexto histórico medieval

### Doctrina cristiana
A lo largo de la Edad Media, la doctrina cristiana dominante negaba la existencia de brujas y la brujería, condenando la creencia en ellas como una superstición pagana. Se ha dicho que fue la obra del dominico Tomás de Aquino en el siglo XIII la que ayudó a sentar las bases para cambiar la doctrina cristiana, de manera que a partir de dicha obra ciertos teólogos cristianos comenzaron a aceptar la posibilidad de que hubiera personas que colaboraran con el diablo (o los demonios), lo que tenía como consecuencia que dicha persona obtuviera verdaderos poderes sobrenaturales. Los cristianos en general no creían que toda la magia fuera demoníaca, pues los miembros del clero practicaban oficios como la nigromancia, o práctica de comunicarse con los muertos. Sin embargo, sí se asumía que la brujería era inherentemente demoníaca, por lo que la reacción contra las brujas parecía inevitable dada la imagen colectiva negativa que se tenía deº ellas.

### Una rama de la inquisición en el sur de Francia

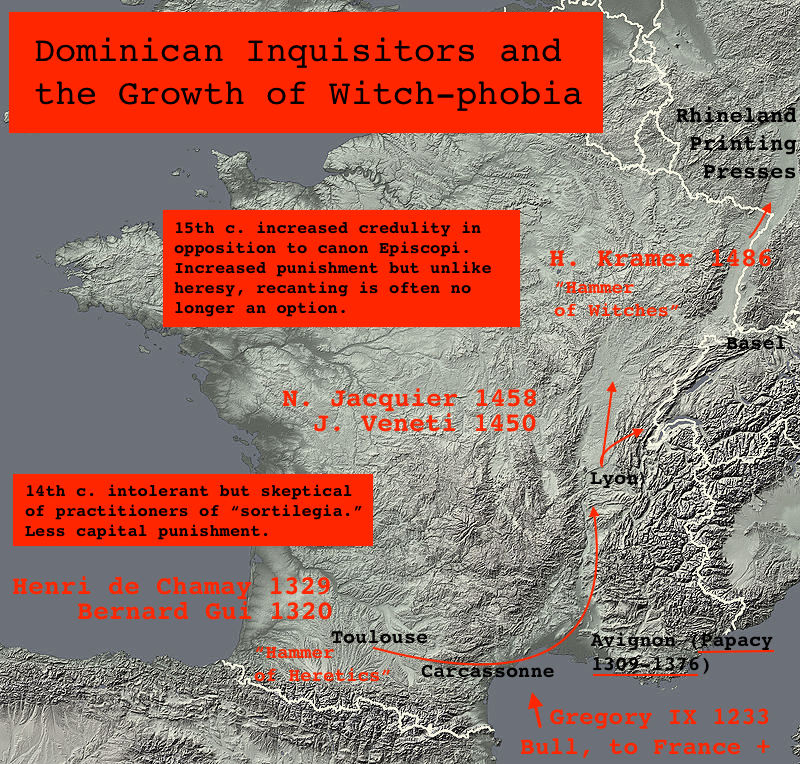
Los inquisidores dominicos y el crecimiento de la brujería

En 1233, una bula papal otorgada por Gregorio IX estableció una nueva rama de la Inquisición en Toulouse, Francia, que gestionarían los Dominicos. El objetivo era la persecución de los grupos cristianos que se consideraban heréticos, como era el caso de los Cátaros y de los Valdenses. Los Dominiscos acabaron siendo el azote de cualquier persona acusada de brujería durante el siguiente periodo hasta la Reforma.[cita requerida]
Los inquisidores franceses solían llevar registros, pero la mayoría no sobrevivieron, y Charles Molinier, historiador de 1880, se refiere a los registros que se conservaros como escombros escasos. Molinier señala que los propios inquisidores habían descrito sus esfuerzos por salvaguardar cuidadosamente sus archivos, especialmente cuando se desplazaban de una ciudad a otra. Los inquisidores eran muy odiados y se les tendía emboscadas por el camino, pero sus archivos eran a menudo mayor objetivo que los propios inquisidores: "plus désireux encore de ravir les papiers que porte le juge que de le faire périr lui-même" (mejor llevarse los papelesque lleva eljuez que hacer perecer al propio juez). Al parecer, a menudo los acusados o sus amigos y familiares se apoderaban de las actas para sabotear el proceso o, en su defecto, para salvar su reputación y la de sus descendientes. Este era especialmente el caso cuando la acusación era de practicar brujería. La dificultad para comprender los grandes juicios por brujería que vendrían en siglos posteriores estriba en decidir cuánto cabe extrapolar de las fuentes que quedan.[cita requerida]

Persecuciones de brujas en la época moderna

### SigloXIV
Durante el siglo XIV no había un concepto unívoco de brujería demoníaca; fue en un momento posterior cuando se creó un concepto unificado que combinaba varias ideas en torno al mismo, tales como la magia nociva, el pacto con el diablo y el aquelarre de brujas para el culto satánico en una sola categoría de delito.Los juicios por brujería no eran frecuentes si se compara con lo que sucedió en siglos posteriores, y un número significativo de ellos tuvo lugar en Francia. Hasta 1330 los procesos estaban vinculados a personajes destacados de la Iglesia o de la política, ya fuera en calidad de víctimas o como sospechosos acusados, y más de la mitad tuvieron lugar en Francia, donde era una forma habitual de explicar las muertes reales en la dinastía de los Capetos. El papado de Juan XXII fue otro motor para las acusaciones de brujería. También hubo un número importante de procesos por brujería en Inglaterra y Alemania. Los cargos eran en su mayor parte de carácter leve. El diabolismo, que se creía que incluía orgías nocturnas y tradicionalmente se había vinculado a acusaciones de herejía, era una acusación muy rara en los juicios de brujas. A partir de 1334, dejó de existir la dimensión política de las acusaciones de brujería, y los cargos siguieron siendo leves. La gran mayoría de los procesos celebrados hasta 1375 tuvieron lugar en Francia y Alemania. El número de juicios por brujería aumentó a partir de 1375, momento en que muchos tribunales municipales adoptaron el procedimiento inquisitorial y se abolieron las sanciones por acusaciones falsas. Los centros más destacados de persecución de brujas eran Francia, Alemania, Suiza e Italia. En Italia también se produjo un cambio, y las acusaciones de diabolismo se fueron haciendo más comunes y más importantes en los procesos, aunque todavía había más juicios por brujería que por diabolismo. Los registros de juicios de brujas de este siglo tampoco incluyen descripciones extensas de aquelarres de brujas.
En 1329, en la cercana ciudad papal de Aviñón, el inquisidor de Carcasona condenó a prisión de por vida a un fraile carmelita llamado Pedro Recordi. La sentencia hace referencia a... multas et diversas daemonum conjurationes et invocationes ... y utiliza en varias ocasiones el mismo sinónimo latino como palabra que señalaba brujería, sortilegia, palabra que aparece en el título de la obra de Nicolas Rémy de 1595, donde se afirma que 900 personas fueron ejecutadas por crimen de sortilegii. Se le acusaba de utilizar magia amorosa para seducir a las mujeres y de invocar a Satanás y sacrificar una mariposa en su honor.

#### Lamothe-Langon
Los primeros estudios sobre brujería a menudo hablaban de gran número de juicios estereotipados contra brujas que tuvieron lugar en el sur de Francia a principios del siglo XIV. Esto es consecuencia de Étienne-Léon de Lamothe-Langon, que había publicado Histoire de l'inquisition en France en 1829. En esta obra, describía un estallido repentino de juicios masivos por brujería que terminaron en cientos de ejecuciones, en los que las acusadas eran retratadas como la típica bruja demoníaca. Alegaba estar citando extensamente la traducción de los registros inquisitoriales. Ese libro tuvo mucha influencia. Joseph Hansen incluyó grandes extractos del libro, a pesar de no haber encontrado (a finales del XIX) las fuentes de Lamothe-Langon. A través de las sucesivas citas y referencias por otros escritores, el trabajo de Lamothe-Langon estableció la visión de que las cacerías de brujas habían comenzado repentinamente a fines de la Edad Media y que estaban vinculadas al catarismo. Los académicos siguieron confiando en Lamothe-Langon como fuente hasta que Norman Cohn y Richard Kieckhefer demostraron cada uno por su cuenta en la década de 1970 que los supuestos registros de Histoire de l'inquisition eran de carácter muy dudoso y posibles falsificaciones. Kieckhefer señala que la publicación en 1855 de un inventario resumido de los registros inquisitoriales de Carcasona no coincidía en absoluto con el trabajo de Lamothe-Langon. Además, el lenguaje y los estereotipos que se suponía que había en los supuestos registros eran anacrónicos. Lamothe-Langon también tenía antecedentes de haber falsificado varias genealogías sobre su ascendencia, y su motivación política quedó demostrada en sus polémica contra la censura. Cuando los historiadores rechazaron su obra, ésta ya estaba firmemente arraigada en la imagen popular de la brujería.

### Los procesos delsigloXVy el auge de la nueva visión heterodoxa
Los juicios por brujería seguían siendo poco comunes en el siglo XV cuando comenzó a surgir el concepto de brujería diabólica. El estudio de cuatro crónicas sobre acontecimientos ocurridos en el Cantón de Valais (en Suiza), en los Alpes berneses y en la cercana región del Dauphiné ha servido de apoyo a la propuesta académica de que las ideas sobre la brujería se estaban afianzando en el oeste de Suiza durante la década de 1430, reformulando la concepción que existía sobre la práctica de la brujería como una alianza entre una persona y el diablo que socavaría y amenazaría el fundamento cristiano de la sociedad. El caso de Perrissona Gappit, juzgado en Suiza en 1465, destaca por el minucioso registro del mismo que aún se conserva.
El escéptico Canon Episcopi siguió teniendo muchos partidarios, y parece haber sido apoyado incluso por la facultad teológica de la Universidad de París en su decreto de 1398. Nunca llegó a ser repudiado oficialmente por la mayoría de los obispos dentro de las tierras papales, ni siquiera durante el Concilio de Trento, que precedió al auge de los procesos. A pesar de ello, en 1428, tuvieron lugar los procesos por brujería del Valais, que duraron entre seis y ocho años, comenzaron en el Bajo Valais, de habla francesa, y finalmente este tipo de procesos se extendieron a las regiones de habla alemana. Este período coincide también con el Concilio de Basilea (1431-1437) y algunos estudiosos han sugerido que podría haberse difundido una nueva visión doctrinal contra la brujería entre ciertos teólogos e inquisidores que asistieron a este concilio mientras se discutían los juicios del Valais. No mucho después, surgió un grupo de poderosos oponentes al Canon Episcopi: un inquisidor dominico en Carcasona llamado Jean Vinet, el obispo de Ávila Alonso Tostado y otro inquisidor dominico llamado Nicolás Jacquier. No está claro si los tres hombres conocían sus trabajos entre sí. La evolución paralela de su visión compartida se centraba en "un desafío común: la incredulidad en la realidad de la actividad demoníaca en el mundo".
El largo y complejo argumento de Nicolás Jacquier contra el Canon Episcopi estaba escrito en latín. Empezó siendo un tratado en 1452 y fue ampliándose hasta convertirse en una monografía en 1458. Parece que se hicieron muchas copias a mano (todavía existen nueve copias manuscritas), y la primera copia impresa se hizo en 1561. Jacquier describe una serie de juicios que presenció personalmente, incluido el de un hombre llamado Guillaume Edelin, contra quien el cargo principal parece haber sido que había dado un sermón en apoyo del Canon Episcopi afirmando que la brujería era meramente una ilusión. Edelin finalmente se retractó de esta opinión, probablemente como resultado de la tortura.[cita requerida]

#### 1486:Malleus maleficarum

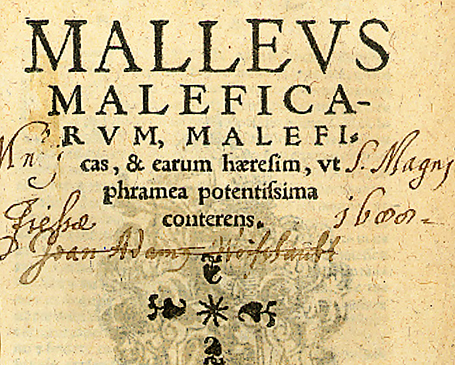
Página de título de la séptima edición de Colonia del Malleus Maleficarum, 1520 (de la Biblioteca de la Universidad de Sydney). El título en latín es "MALLEUS MALEFICARUM, Maleficas, & earum hæresim, ut phramea potentissima conterens". (Generalmente traducido al español como El Martillo de las Brujas que destruye a las Brujas y su herejía como con una espada de dos filos).

El libro más importante e influyente que promovió la nueva visión heterodoxa en torno a la brujería es sin duda el Malleus Maleficarum, publicado en 1487 por el clérigo e inquisidor alemán Heinrich Kramer, acompañado por Jacobus Sprenger. Malleus Maleficarum está dividido en tres secciones diferentes, cada una de las cuales aborda un aspecto de las brujas y su cultura. Trata sobre la magia, el origen de las brujas y el castigo apropiado. La sección de castigo apropiado clasificaba las ofensas en tres niveles diferentes, que iban desde leves, a graves y muy graves. Leve podía ser algo tan sencillo como una pequeña reunión de grupo para practicar la brujería, mientras que por otro lado, entre las infracciones muy graves estaba el respetar y admirar a los herejes. Kramer comienza su obra con una oposición expresa al Canon Episcopi, pero curiosamente no cita a Jacquier, y es posible que ni siquiera conociera su obra. Como la mayoría de los escritores que tenían fobia a las brujas, Kramer encontró fuerte resistencia por parte de quienes se oponían una visión tan heterodoxa; esto lo animó a presentar su obra como propaganda y como manual para fanáticos con ideas afines. La imprenta de Gutenberg acababa de inventarse a orillas del río Rin, y Kramer la utilizó para imprimir su obra y difundir en Renania las ideas que habían desarrollado los inquisidores y teólogos en Francia. Las opiniones teológicas defendidas por Kramer tuvieron mucha influencia aunque no dejaron de ser controvertidas. No obstante, el Malleus Maleficarum se imprimió 13 veces entre 1486 y 1520 y, tras una pausa de 50 años que coincidió con el auge de las reformas protestantes, volvió a imprimirse nuevamente otras 16 veces (1574-1669) en las décadas posteriores al Concilio de Trento, que no se pronunció sobre las opiniones teológicas de Kramer. Inspiró muchas obras similares, como una influyente obra de Jean Bodin, y es citada en 1692 por Increase Mather, cuando era presidente del Harvard College.
La creciente demonización de las brujas floreció en paralelo a la expansión y creciente popularidad del Malleus Maleficarum. Dado que el libro llegó a publicarse casi treinta veces entre los años 1487 y 1669 en toda Europa, se trataba de una fuente muy accesible a los ciudadanos alfabetizados de Europa, a los que proporcionaba una descripción concreta y sólida de lo que según él era una bruja. Kramer crea una idea de una nueva bruja medieval, es decir, una mujer malvada, que ha llegado hasta nuestros días. Gracias a la difusión de la representación que Kramer hace de las brujas en este libro, la visión pública de la brujería pronto pasó de considerarla malvada a considerarla directamente demoníaca.
Se desconoce si cierto grado de alarma generado ante la superstición extrema y la fobia a la brujería expresada por Kramer en el Malleus Maleficarum podría haber sido uno de los numerosos factores que ayudaron a preparar el terreno para la Reforma Protestante.[cita requerida]

## El apogeo de los procesos: 1560-1630
El período álgido de los procesos de brujería europeos, en el que se produjo el mayor número de muertes, parece haber sido entre 1560 y 1630. Entre 1560 y 1670 se produjeron más de 40.000 muertes.

Se ha planteado dónde hubo más juicios por brujería, si en las regiones católicas o en las protestantes; sin embargo, la intensidad de la persecución no tuvo mucho que ver con el catolicismo o el protestantismo, ya que las regiones de ambas religiones experimentaron diferentes momentos en lo que se refiere a las persecuciones por brujería. En España y Portugal, por ejemplo, ambos países católicos, el número de juicios por brujería fue relativamente bajo dado que las inquisiciones española y portuguesa preferían centrarse en el delito de herejía pública y no en el de brujería, mientras que en la Escocia protestante hubo un número mucho mayor de juicios por brujería. En cambio, si miramos hacia Europa central, los juicios de brujas en los Países Bajos protestantes cesaron antes y se encuentran entre los menos numerosos de Europa, mientras que los juicios de brujas a gran escala que tuvieron lugar en los territorios autónomos de los príncipes-obispos católicos del sur de Alemania fueron infames en todo el mundo occidental, y el escritor contemporáneo Herman Löher describe cómo afectaron a la población en aquellos territorios:
Los súbditos católicos romanos, los agricultores, los viticultores y los artesanos de las tierras episcopales son las personas más aterrorizadas de la tierra, ya que los falsos juicios por brujería afectan a las tierras episcopales alemanas incomparablemente más que a Francia, España, Italia o a los protestantes.
Hubo juicios masivos de brujas en el sur de la Alemania católica en oleadas entre los años 1560 y 1620. Algunos juicios se extendieron durante años y tuvieron como resultado cientos de ejecuciones de personas de todos los sexos, edades y clases. Entre ellos cabe mencionar los juicios de brujas de Tréveris (1581-1593), los juicios de brujas de Fulda (1603-1606), los juicios de brujas de Eichstätt (1613-1630), los juicios de brujas de Würzburg (1626-1631) y los juicios de brujas de Bamberg (1626-1631).[cita requerida]
En 1590 tuvieron lugar en Escocia los juicios por brujería de North Berwick, que cobraron especial relevancia porque el propio rey, Jacobo VI, se implicó en los mismos. Jacobo temía que las brujas planearan matarlo tras sufrir tormentas mientras viajaba a Dinamarca para reclamar a su novia, Ana de Dinamarca, a principios de ese año. Al regresar a Escocia, el rey supo de los juicios que se estaban llevando a cabo en North Berwick y ordenó que le trajeran a las sospechosas; posteriormente creyó que un noble, Francis Stewart, quinto conde de Bothwell, era brujo y, después de que este último huyera por miedo a perder su vida, fue declarado traidor. El rey creó comisiones reales para cazar brujas en su reino, recomendando la tortura para tratar con sospechosas, y en 1597 escribió un libro sobre la amenaza que representaban las brujas para la sociedad titulado Daemonologie.
Los juicios de brujas de Pendle de 1612 son de los más destacados en la historia de Inglaterra, y resultaron en el ahorcamiento de diez de las once que fueron juzgadas.[cita requerida]
El fenómeno del pánico a las brujas llegó a las partes más remotas de Europa, así como a América del Norte en el siglo XVII, como demuestran los juicios de brujas de Salzburgo, los juicios de brujas de Torsåker en Suecia y, en 1692, los juicios de brujas de Salem en la Nueva Inglaterra colonial.[cita requerida]

## Decadencia de los procesos: 1630-1750
Nunca ha faltado el escepticismo respecto a los juicios. En 1635, las autoridades de la Inquisición romana reconocieron que en sus propios procesos "apenas habían encontrado un solo proceso llevado a cabo legalmente". A mediados del siglo XVII, la dificultad de probar la brujería según el proceso legal contribuyó a que en Rothenburg (Alemania) se siguiera el consejo de tratar los casos de brujería con cautela.
Aunque los juicios por brujería habían comenzado a desaparecer en gran parte de Europa a mediados del siglo XVII, continuaron en los márgenes de Europa y en las colonias americanas. En los países nórdicos, a finales del siglo XVII se produjo el auge de los juicios en varias zonas: los juicios de brujas de Torsåker en Suecia (1674), donde 71 personas fueron ejecutadas por brujería en un solo día, el auge de la caza de brujas en la Finlandia sueca,y los juicios de brujas de Salzburgo en Austria (donde 139 personas fueron ejecutadas entre 1675 y 1690).[cita requerida]
Los juicios de brujas de Salem de 1692 fueron un breve estallido de pánico contra las brujas que ocurrió en el Nuevo Mundo cuando la práctica estaba disminuyendo en Europa. En la década de 1690, Winifred King Benham y su hija Winifred fueron juzgadas tres veces por brujería en Wallingford, Connecticut, el último de esos juicios en Nueva Inglaterra. Aunque fueron declaradas inocentes, se vieron obligadas a abandonar Wallingford y establecerse en Staten Island, Nueva York. En 1706, Grace Sherwood, de Virginia, fue juzgada y encarcelada por ser una bruja.
Los historiadores racionalistas del siglo XVIII llegaron a la conclusión de que el uso de la tortura había dado lugar a testimonios erróneos.
En 1712, el rabino Hirsch Fränkel fue condenado por brujería tras la finalización de una investigación por parte de las Facultades de Teología y Derecho de la Universidad de Aldorf. El rabino Fränkel era un cabalista declarado, un seguidor de la antigua tradición judía de interpretación mística de la Biblia. El juicio por brujería de Fränkel fue una de las primeras condenas obtenidas sin el uso de pruebas espectrales ni confesiones obtenidas mediante tortura. Fränkel fue condenado a cadena perpetua y pasó veinticuatro años en régimen de aislamiento en la torre de Schwabach.
En Francia, los investigadores han descubierto que, gracias a una mayor capacidad fiscal y a un gobierno central más fuerte, las acusaciones de brujería comenzaron a disminuir. Los juicios de brujas que tuvieron en la jurisdicción central eran sintomáticos de un sistema legal débil y "las brujas tenían más probabilidades de ser juzgadas y condenadas en regiones donde los magistrados se apartaban de los estatutos legales establecidos".
A principios del siglo XVIII la práctica disminuyó. Jane Wenham fue de las últimas personas sometidas a un típico juicio por brujería en Inglaterra en 1712, pero fue indultada después de su condena y puesta en libertad. La última ejecución por brujería en Inglaterra tuvo lugar en 1716, cuando Mary Hicks y su hija Elizabeth fueron ahorcadas. Janet Horne fue ejecutada por brujería en Escocia en 1727. La Ley de Brujería de 1735 ( 9 Geo. 2. c. 5) puso fin a la forma tradicional de brujería como delito legal en Gran Bretaña. Las acusadas conforme a la nueva ley se limitaron a quienes pretendían ser capaces de conjurar espíritus (generalmente los adivinos y médiums profesionales más dudosos), y el castigo era leve.
En Austria, María Teresa prohibió la quema de brujas y la tortura en 1768. El último proceso capital, el de María Pauer, tuvo lugar en 1750 en Salzburgo, que entonces estaba fuera del dominio austriaco.

### Cazas de brujas esporádicas después de 1750
A finales del siglo XVIII la práctica de la brujería dejó de considerarse un delito penal en Europa, pero hay una serie de juicios que, aunque técnicamente no son juicios de brujas, se sospecha que tenían que ver con la creencia en brujas. En 1782, Anna Göldi fue ejecutada en Glaris, Suiza. Oficialmente fue ejecutada por "envenenamiento" (su empleador creía que ella había practicado brujería con su hija),sentencia que en su momento fue criticada de forma generalizada en toda Suiza y Alemania como asesinato judicial. Al igual que Anna Göldi, Barbara Zdunk fue ejecutada en 1811 en Prusia, no técnicamente por brujería, sino por incendio provocado.[cita requerida] En Polonia, los juicios por brujería de Doruchów tuvieron lugar en 1783, y dos mujeres más fueron ejecutadas por brujería. Fueron juzgados por un tribunal legal, pero de dudosa legitimidad.[cita requerida]
A pesar del fin oficial de los juicios por brujería, todavía habría cacerías de brujas ocasionales y no oficiales y asesinatos de personas acusadas de practicar brujería en algunas partes de Europa, como los asesinatos de Anna Klemens en Dinamarca (1800), de Krystyna Ceynowa en Polonia (1836) y de Dummy, la bruja de Sible Hedingham en Inglaterra (1863). En Francia hubo violencia esporádica e incluso hubo asesinatos en la década de 1830; se dice que una mujer fue quemada en la plaza de un pueblo en el Norte.
En la década de 1830, se inició un proceso por brujería contra un hombre en el condado de Fentress, Tennessee, llamado Joseph o William Stout, basado en su supuesta influencia sobre la salud de una joven. El caso contra el supuesto brujo fue desestimado debido a que la presunta víctima, que había jurado presentar una orden de captura en su contra, no se presentó al juicio. Sin embargo, algunos de sus otros acusadores fueron condenados por cargos criminales por su participación en el asunto, y se presentaron varias acciones por difamación.
En 1895, Bridget Cleary fue golpeada y quemada hasta morir por su marido en Irlanda porque sospechaba que las hadas habían tomado a la verdadera Bridget y la habían reemplazado por una bruja.[cita requerida]
El asesinato de personas sospechosas de realizar brujería malévola contra sus vecinos ha continuado durante los siglos XX y XXI. En 1997, dos granjeros rusos mataron a una mujer e hirieron a cinco miembros de su familia porque creían que la mujer y sus familiares habían usado magia contra ellos. Entre 2005 y 2011, más de 3.000 personas fueron asesinadas como sospechosas de brujería a manos de turbas de linchadores en Tanzania.La brujería era un delito en Papúa Nueva Guinea desde 1971 hasta 2013.

## Procedimientos y sanciones

### Evidencia
Se aplicaban normas peculiares a la brujería permitiendo ciertos tipos de evidencia "que ahora son formas de relacionar hechos, y que se hicieron muchos años antes". No cabía ofrecer una coartada como defensa porque la brujería no requería la presencia del acusado en la escena del crimen. Se citaba a testigos para que declararan sobre los motivos y efectos porque se creía que era imposible presenciar la fuerza invisible de la brujería: "se deben admitir pruebas a medias, que son buenas causas de sospecha.El único identificador de una bruja era la marca del diablo. Una marca en la piel dada por el diablo a una bruja y que podría estar en cualquier parte del cuerpo. Sin embargo, para encontrarla, había que realizar un examen exhaustivo. La falta de una característica reconocible condujo a la flexibilidad. Esta flexibilidad permitió que el fenómeno de las brujas se expandiera, consolidando el temor de que las brujas eran un peligro que podría estar dentro de cualquier persona, en cualquier lugar.

### Castigos
Se aplicaban diversos castigos a los culpables de brujería, entre ellos prisión, azotes, multas o exilio.La pena no capital, especialmente cuando se trataba de la primera infracción, era la más común en Inglaterra. Antes de 1542, los tribunales de la Iglesia se ocupaban de la mayoría de los casos en Inglaterra y la mayoría de las sanciones estaban dirigidas más a la penitencia y la expiación que a castigos severos. A menudo se ordenaba al culpable asistir a la iglesia parroquial, vestido con una sábana blanca y llevando una varita, y jurar llevaría una vida reformada. El libro del Éxodo del Antiguo Testamento (22:18) afirma: "No dejarás con vida a una hechicera". Muchos se enfrentaronn a la pena capital por brujería, ya fuera en la hoguera, en la horca o por decapitación.En Nueva Inglaterra, las personas condenadas por brujería eran ahorcadas. Mientras tanto, en la Edad Media, la herejía se convirtió en un crimen atroz, que ameritaba severos castigos, por lo que cuando alguien era acusado de ser bruja era etiquetada como hereje. Si se les acusaba de brujería, las acusadas eran obligadas a confesar, incluso si eran inocentes, mediante torturas brutales, para al final ser asesinadas por sus crímenes. En ciertos casos, el clero llegó a preocuparse verdaderamente por las almas que estaban ejecutando. Por ello, decidieron quemar vivas a las acusadas de brujería para “salvarlas”.

### Interrogatorios y torturas
Se emplearon diversas técnicas de tortura contra las acusadas de brujería para obligarlas a confesar y proporcionar los nombres de sus presuntos cómplices. La mayoría de los historiadores coinciden en que la mayoría de las perseguidas en estos juicios de brujas eran inocentes de cualquier participación en el culto al diablo.La tortura de brujas comenzó a aumentar en frecuencia después de 1468, cuando el Papa declaró que la brujería era crimen exceptum y con ello se eliminaron todos los límites legales a la aplicación de la tortura en casos en que era difícil encontrar pruebas.
En Italia, se privaba a las acusadas del sueño por periodos de hasta cuarenta y ocho. Esta técnica también era utilizada en Inglaterra, pero sin limitación de tiempo.Se recurría también a la humillación sexual, como sentarse a la fuerza en taburetes al rojo vivo con la pretensión de que la acusada no realizara actos sexuales con el diablo. En la mayor parte de los casos, las mujeres que sufrieron tortura sin confesar fueron liberadas.
El uso de la tortura ha sido identificado como un factor clave en la conversión de un juicio de una bruja en un pánico social más amplio, ya que las torturadas eran más propensas a acusar a una amplia gama de individuos de la zona de ser también brujos.

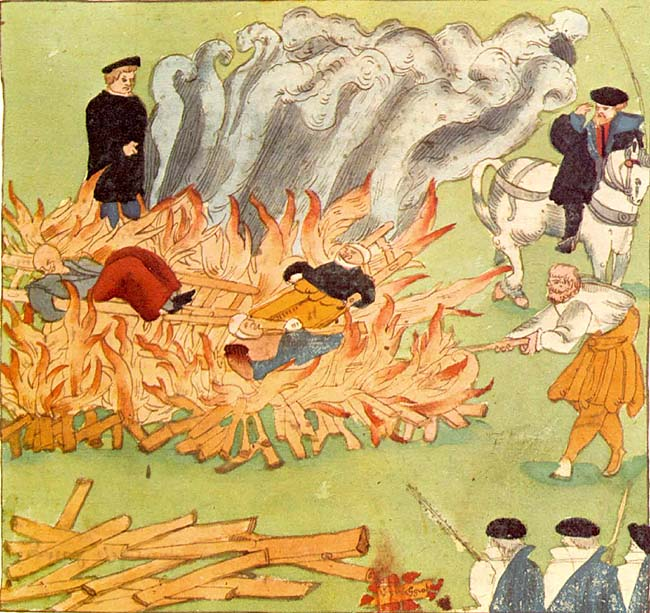
Quema de tres brujas en Baden, Suiza (1585), de Johann Jakob Wick

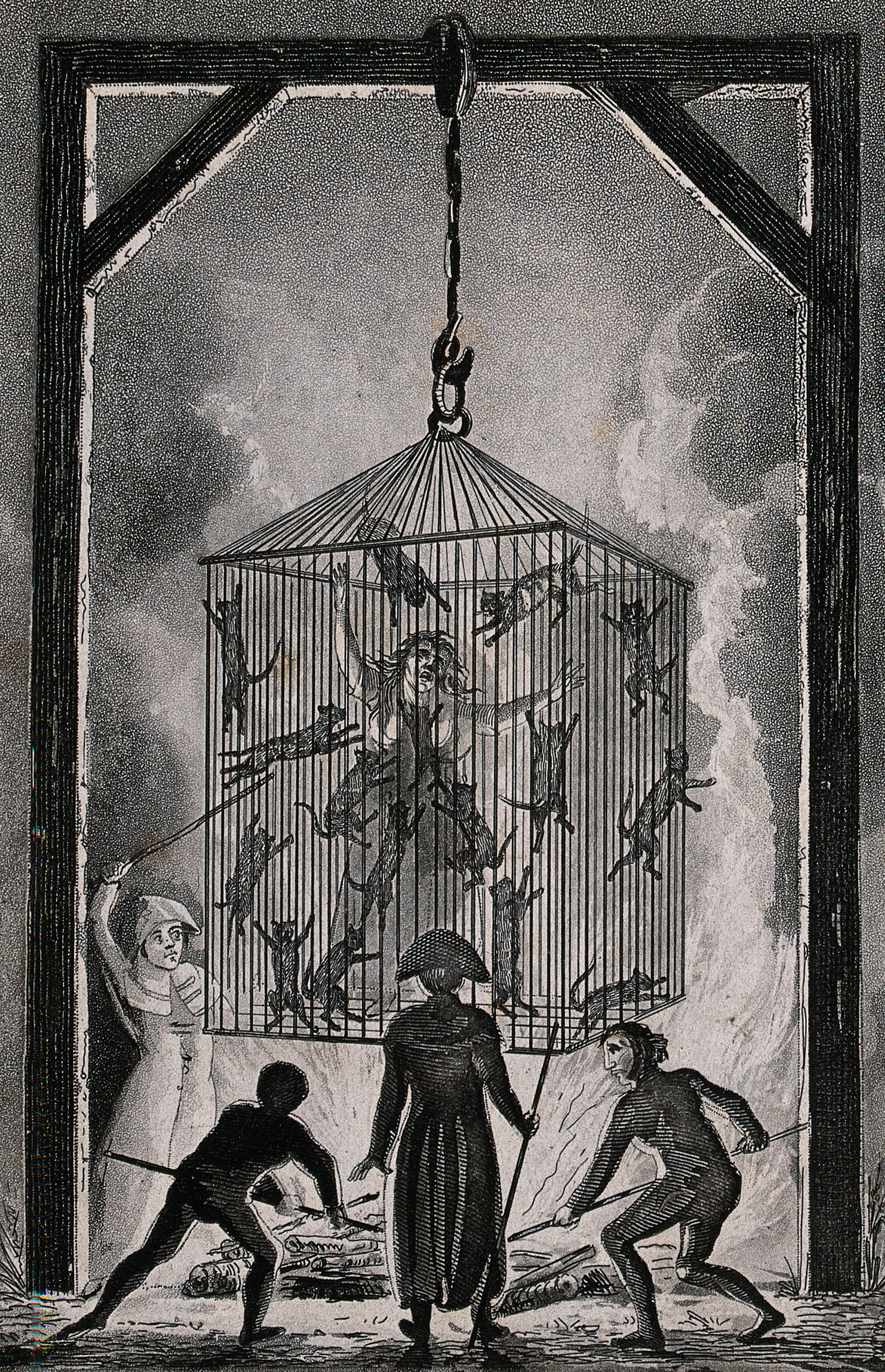
La quema de una partera francesa en una jaula llena de gatos negros

## Estimaciones del número total de ejecuciones
El consenso académico sobre el número total de ejecuciones por brujería varía entre las 40.000 y las 60.000, (sin incluir los linchamientos no oficiales de acusadas de brujería, que no quedaron registrados pero que, no obstante, se cree que fueron poco frecuentes al inicio de la Edad Moderna). También habría ocurrido que varias personas habrían muerto como resultado de las condiciones insalubres de su encarcelamiento, pero nuevamente esto no se registra dentro del número de ejecuciones.
Los intentos de estimar el número total de ejecuciones por brujería se remontan al final del período de caza de brujas en el siglo XVIII. El consenso académico tan solo se logra en la segunda mitad del siglo XX, y las estimaciones históricas varían enormemente según el método utilizado. Las primeras estimaciones tienden a ser muy exageradas, ya que todavía formaban parte de argumentos retóricos contra la persecución de las brujas, más que de estudios propiamente históricos.[cita requerida]
Cabe destacar que Gottfried Christian Voigt dio una cifra de nueve millones de víctimas en 1784 en un argumento en el que criticaba la estimación de Voltaire de "varios cientos de miles" por considerarla demasiado baja. El número de Voigt ha demostrado ser notablemente resistente como mito popular, sobreviviendo hasta bien entrado el siglo XX, especialmente en la literatura feminista y neopagana. En el siglo XIX, algunos eruditos eran agnósticos; por ejemplo, Jacob Grimm (1844) habló de "innumerables" víctimas,y Charles Mackay (1841) nombró "miles y miles". En cambio, un informe popular de 1832 se refiere a unas 3.192 víctimas "sólo en Gran Bretaña". A principios del siglo XX, algunas estimaciones académicas sobre el número de ejecuciones todavía oscilaban en cientos de miles. La estimación sólo se situó de forma fiable por debajo de 100.000 en el período académico de la década de 1970.

## Causas e interpretaciones

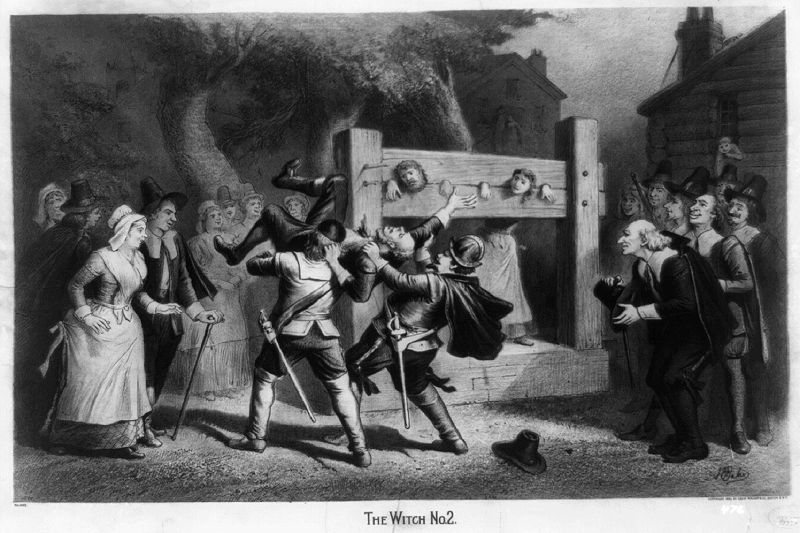
La bruja, n.º 2, c. Litografía de 1892 de Joseph E. Baker

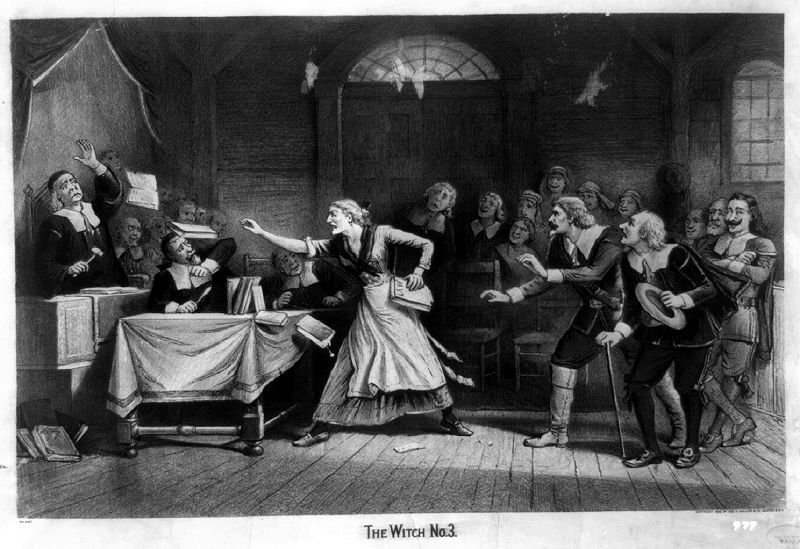
La bruja, n.º 3, c. Litografía de 1892 de Joseph E. Baker

### Diversidad geográfica
Había muchas diferencias regionales en la forma en que se desarrollaban los juicios de brujas. Los juicios surgían esporádicamente, estallando en algunas zonas, mientras las zonas vecinas permaneciendo en gran medida intactas. En general, parece haber habido menos fobia a las brujas en España y las tierras papales de Italia en comparación con Francia y el Sacro Imperio Romano Germánico. En la actual España, los procesos contra mujeres acusadas de brujería fueron muy destacados en la actual Cataluña (Condado de Barcelona) y Galícia.
Hubo mucha variación regional dentro de las Islas Británicas. En Irlanda, por ejemplo, hubo pocos juicios.[cita requerida]
Existen diferencias particularmente importantes entre las tradiciones de caza de brujas inglesas y las continentales. En Inglaterra el uso de la tortura era poco frecuente y los métodos utilizados eran mucho más moderados. El país lo permitió formalmente sólo una vez que lo autorizó el monarca, y tan solo se emitieron unas 81 órdenes de tortura (por todos los delitos) a lo largo de la historia inglesa. El número de muertas en Escocia eclipsó al de Inglaterra. También se desprende de un episodio de la historia inglesa que, durante la guerra civil de principios de la década de 1640, surgieron cazadores de brujas, el más famoso de los cuales fue Matthew Hopkins, de East Anglia, que se autoproclamó el "General Cazador de Brujas".
En Italia hubo menos acusaciones de brujería y aún menos casos en que los juicios por brujería terminaron en ejecución. En 1542, el establecimiento de la Inquisición Católica Romana impidió de manera efectiva que los tribunales seculares aplicaran libremente la tortura y la ejecución. La Instructio metodológica, que sirvió como “manual" para la caza de brujas, advertía contra las condenas apresuradas y las ejecuciones descuidadas de las acusadas. A diferencia de otras partes de Europa, los juicios ante el Santo Oficio veneciano nunca condujeron a una condena por el delito de brujería malévola o "maleficio". Como la noción de cultos diabólicos no era creíble ni para la cultura popular ni para la teología inquisitorial católica, las acusaciones masivas y la creencia en el aquelarre nunca echaron raíces en zonas bajo tal influencia inquisitorial.
El número de personas juzgadas por brujería entre los años 1500 y 1700 (por región) se estima como sigue: Sacro Imperio Romano Germánico: 50.000; Polonia: 15.000; Suiza: 9.000; Europa francófona: 10.000; Penínsulas española e italiana: 10.000; Escandinavia: 4.000.[cita requerida]

### Agitación sociopolítica

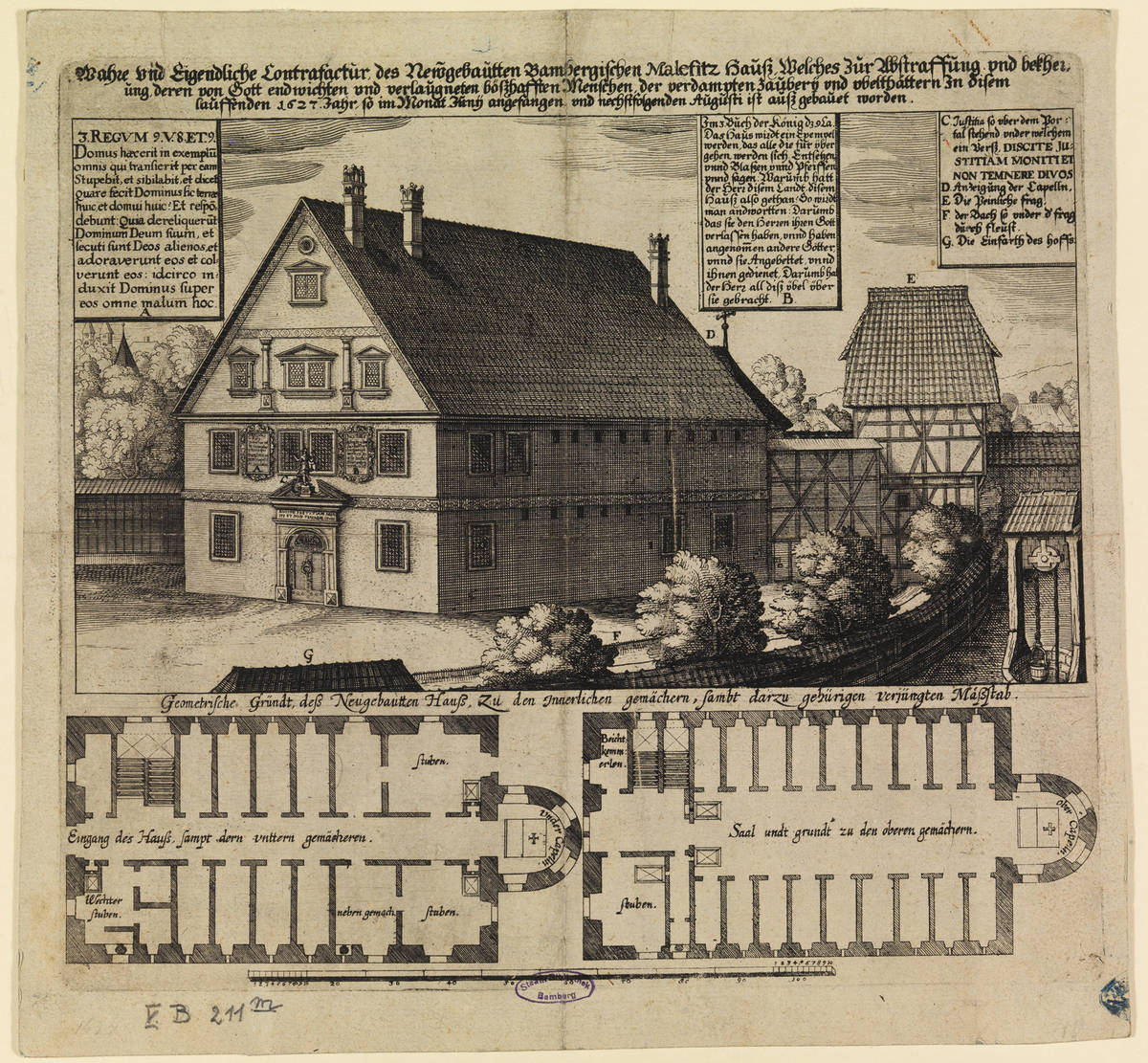
El malefizhaus de Bamberg, Alemania, donde se retenía e interrogaba a las presuntas brujas: grabado de 1627

Hay quien cree que los juicios de brujas surgieron como respuesta a la agitación sociopolítica en la Edad Moderna. Conforme a estas teorías, el procesamiento de las brujas era  reacción a algún desastre que hubiera sucedido en la comunidad, ya fuera una mala cosecha, una guerra o una enfermedad. Midelfort sugiere que en el suroeste de Alemania, la guerra y la hambruna desestabilizaron a las comunidades locales, y ello fue lo que dio lugar a los procesos por brujería de la década de 1620. Behringer también sugiere un aumento en los procesos contra brujas debido a la desestabilización sociopolítica, enfatizando los efectos de la Pequeña Edad de Hielo en la escasez de alimentos y el posterior uso de brujas como chivos expiatorios de las consecuencias de los cambios climáticos.
Otras teorías vinculan los procesos a fenómenos meteorológicos. La llamada Pequeña Edad de Hielo, que tuvo lugar entre 1300 y 1850, se caracteriza por temperaturas y niveles de precipitación inferiores al promedio existente durante el período 1901-1960. Historiadores como Wolfgang Behringer, Emily Oster y Hartmut Lehmann sostienen que estas temperaturas más frías provocaron malas cosechas, guerras y enfermedades, y que como resultado de ello se culpó a las brujas por estos disturbios. Los índices históricos de temperatura y los datos sobre juicios de brujas parecen indicar que, a medida que la temperatura disminuía durante este período, los juicios de brujas aumentaban. Además, los picos de las persecuciones por brujería se superponen con las crisis de hambre que ocurrieron en 1570 y 1580, esta última durando una década. Problemáticamente para estas teorías, se ha destacado que, en esa región, las cacerías de brujas disminuyeron durante la década de 1630, en un momento en que las comunidades que vivían allí enfrentaban un desastre creciente como resultado de la peste, la hambruna, el colapso económico y la Guerra de los Treinta Años. Además, este escenario claramente no ofrecería una explicación universal, ya que los juicios también tuvieron lugar en zonas que estaban libres de guerra, hambruna o peste. Además, estas teorías, en particular la de Behringer, han sido tachadas de demasiado simplificadas. Aunque hay evidencia de que la Pequeña Edad de Hielo y la hambruna y las enfermedades posteriores probablemente fueron un factor que contribuyó al aumento de la persecución de las brujas, Durrant sostiene que no se puede establecer un vínculo directo entre estas cuestiones y las persecuciones de brujas en todos los contextos.
Además, la edad media del primer matrimonio había aumentado gradualmente hacia finales del siglo XVI; la población se había estabilizado después de un período de crecimiento y la disponibilidad de empleos y tierras había disminuido. En las últimas décadas del siglo, la edad para contraer matrimonio había aumentado a un promedio de 25 años para las mujeres y 27 años para los hombres en Inglaterra y los Países Bajos, ya que más personas se casaban más tarde o permanecían solteras debido a la falta de dinero o recursos y a una disminución en los niveles de vida, y estos promedios se mantuvieron altos durante casi dos siglos y los promedios en el noroeste de Europa habían hecho lo mismo. Durante la Reforma Protestante, se cerraron los conventos, lo que tuvo como resultado que se desplazaran muchas monjas. En muchas comunidades la proporción de mujeres solteras aumentó de menos del 10% al 20% y en algunos casos hasta el 30%, y pocas comunidades supieron cómo acomodarlas económicamente. Miguel (2003) sostiene que los asesinatos por brujería pueden ser un proceso de eliminación de las cargas financieras de una familia o sociedad, a través de la eliminación de las mujeres mayores que necesitan ser alimentadas, y que un aumento en el número de mujeres solteras fomentó esta práctica.[cita requerida]

### Conflicto entre católicos y protestantes
El historiador inglés Hugh Trevor-Roper defendió la idea de que los juicios de brujas surgieron como parte de los conflictos entre católicos romanos y protestantes en la Europa moderna temprana. Un estudio de 2017 publicado en el Economic Journal, que examinó a "más de 43.000 personas juzgadas por brujería en 21 países europeos durante un período de cinco siglos y medio", concluyó que "una disputa religiosa-mercado más intensa condujo a mayor número de juicios. Y, en comparación con la disputa entre la religión y el mercado, los factores que las hipótesis existentes afirmaban que habían sido importantes para la actividad de juicios de brujas (el clima, los ingresos y la capacidad del Estado) en realidad no lo fueron".
Hasta hace poco, esta teoría tenía un apoyo limitado de otros expertos en el tema. Esto se debe a que existe poca evidencia de que los católicos romanos acusaran a los protestantes de brujería, o de que los protestantes acusaran a los católicos romanos de lo mismo. Además, los juicios de brujas ocurrían regularmente en regiones con poco o ningún conflicto interconfesional, y que eran en gran medida homogéneas desde el punto de vista religioso, como Essex, las Tierras Bajas de Escocia, Ginebra, Venecia o el País Vasco español.También hay alguna evidencia, particularmente del Sacro Imperio Romano Germánico, en la que territorios católicos y protestantes adyacentes intercambiaban información sobre supuestas brujas locales, considerándolas una amenaza común para ambos. Además, muchos procesos judiciales no fueron iniciados por autoridades religiosas o seculares, sino por demandas populares de la población, lo que hace menos probable que hubiera razones interconfesionales específicas detrás de las acusaciones.
La investigación más reciente, del estudio de 2017 publicado en el Economic Journal, sostiene que tanto los católicos como los protestantes utilizaron la caza de brujas, independientemente de la denominación de las brujas, como estrategia para expandir su poder e influencia.[cita requerida]
En el suroeste de Alemania, entre 1561 y 1670, hubo unos 480 juicios por brujería. De estos, 317 ocurrieron en zonas católicas y 163 en territorios protestantes. Durante el período comprendido entre 1561 y 1670, al menos 3.229 personas fueron ejecutadas por brujería en el suroeste de Alemania. De esta cifra, 702 fueron juzgadas y ejecutadas en territorios protestantes y 2.527 en territorios católicos.

### Traducción del hebreo:¿Bruja o envenenadora?
Se ha planteado que una elección de términos en traducción en la versión King James de la Biblia habría justificado "horribles violaciones de los derechos humanos y alimentó la epidemia de acusaciones de brujería y persecución en todo el mundo".  El problema de traducción se refería al Éxodo 22:18: "no permitas que un... [ya sea 1) envenenador o 2) brujo]... viva". Tanto la versión King James como la Biblia de Ginebra, que precede a la versión King James en 51 años, eligieron la palabra "bruja" para este versículo. La traducción y definición adecuadas de la palabra hebrea מְכַשֵּׁפָ֖ה (məḵaššêp̄āh) en Éxodo 22:18 fue muy debatida durante la época de los juicios y la brujería.

### Énfasis en el folclore de los años 70
A partir de la década de 1970, hubo una "explosión masiva de entusiasmo académico" por el estudio de los juicios de brujas de la Edad Moderna. Esto se debió en parte a que académicos de diversas disciplinas diferentes, tales como la sociología, la antropología, los estudios culturales, la filosofía, la filosofía de la ciencia, la criminología, la teoría literaria y la teoría feminista, comenzaron a investigar el fenómeno y aportaron nuevas y diferentes perspectivas sobre el tema. Esto fue acompañado por un análisis de las actas de los juicios y los contextos socioculturales en los que surgieron, lo que permitió una comprensión desde distintos ángulos de los juicios.

### Funcionalismo
Inspirados por los juicios de brujas registrados etnográficamente que los antropólogos observaron que sucedían en zonas no europeas del mundo, varios historiadores han buscado una explicación funcional para los juicios de brujas de la Edad Moderna, sugiriendo así la función social que los juicios habrían cumplido dentro de sus comunidades. Estos estudios ilustran cómo las acusaciones de brujería han desempeñado un papel en la liberación de tensiones sociales o en la facilitación de la terminación de relaciones personales que se habían vuelto indeseables para una de las partes.

### Interpretaciones feministas
A lo largo de los siglos XIX y XX se han planteado y publicado diversas interpretaciones feministas de los juicios de brujas. Una de las primeras personas en hacerlo fue la estadounidense Matilda Joslyn Gage, una escritora que estuvo profundamente involucrada en la primera ola del movimiento feminista a favor del sufragio femenino. En 1893 publicó el libro Woman, Church and State (Mujer, Iglesia y Estado), que fue criticado por estar "escrito con mucha prisa y en un tiempo arrancado de un activismo político que no dejaba espacio para una investigación real". Probablemente influenciada por las obras de Jules Michelet sobre el culto a las brujas, Gage afirmaba que las brujas perseguidas en la Edad Moderna eran sacerdotisas paganas que se adherían a una antigua religión que veneraba a una Gran Diosa. También se refería a la errónea creencia, tomada de las obras de varios autores alemanes, de que nueve millones de personas habían sido asesinadas en la caza de brujas. Estados Unidos ha sido el centro de desarrollo de estas interpretaciones feministas.
En 1973, dos feministas estadounidenses de segunda ola, Barbara Ehrenreich y Deirdre English, publicaron un extenso panfleto en el que planteaban la idea de que las mujeres perseguidas habían sido las curanderas y parteras tradicionales de la comunidad, que estaban siendo eliminadas deliberadamente por el establishment médico masculino. Esta teoría no tenía en cuenta el hecho de que la mayoría de las perseguidas no eran curanderas ni parteras y que en varias partes de Europa estas personas se encontraban comúnmente entre aquellos que alentaban las persecuciones. En 1994, Anne Llewellyn Barstow publicó su libro Witchcraze, que luego fue descrito por Scarre y Callow como "quizás el esfuerzo más exitoso" de retratar los juicios como un ataque sistemático de los hombres contra las mujeres.
Otras historiadoras feministas han rechazado esta interpretación de los acontecimientos; la historiadora Diane Purkiss la describió como "políticamente inútil" porque retrata constantemente a las mujeres como "víctimas indefensas del patriarcado" y, por lo tanto, no las ayuda en las luchas feministas contemporáneas. También lo condenó por su inexactitud fáctica, destacando que las feministas radicales que lo adhieren ignoran la historicidad de sus afirmaciones y, en cambio, lo promueven porque lo perciben como una autorización para continuar la lucha contra la sociedad patriarcal. Afirmaba que, no obstante, muchas feministas radicales se aferraban a ella debido a su "significado mítico" y su estructura firmemente delineada entre el opresor y el oprimido.

### Conflicto entre hombres y mujeres y reacción a los estudios feministas anteriores
Se estima que entre el 75% y el 85% de los acusados en los primeros juicios de brujas modernos eran mujeres, y ciertamente hay evidencia de misoginia por parte de quienes perseguían a las brujas, evidente en citas como “[No es] irrazonable que esta escoria de la humanidad, [las brujas], se extraiga principalmente del sexo femenino" (Nicholas Rémy, c. 1595) o "El Diablo las usa así, porque sabe que las mujeres aman los placeres carnales, y quiere atarlas a su lealtad con provocaciones tan agradables". El erudito Kurt Baschwitz, en su primera monografía sobre el tema (en holandés, 1948), menciona este aspecto de los juicios de brujas incluso como "una guerra contra las ancianas" .[cita requerida]
Sin embargo, se ha argumentado que la supuesta agenda misógina de las obras sobre brujería ha sido enormemente exagerada, basándose en la repetición selectiva de unos pocos pasajes relevantes del Malleus maleficarum. Hay varias razones por las cuales sucedió esto. En la Europa moderna se creía que las mujeres eran menos inteligentes que los hombres y más susceptibles al pecado. Muchos estudiosos modernos sostienen que la caza de brujas no puede explicarse de manera simplista como una expresión de la misoginia masculina, ya que, de hecho, las mujeres fueron frecuentemente acusadas por otras mujeres, hasta el punto de que las cazas de brujas, al menos a nivel local de las aldeas, han sido descritas como impulsadas principalmente por "peleas de mujeres". Especialmente en los márgenes de Europa, en Islandia, Finlandia, Estonia y Rusia, la mayoría de los acusados eran hombres.
Barstow (1994) afirmaba que una combinación de factores, incluido el mayor valor otorgado a los hombres como trabajadores en una economía cada vez más orientada a los salarios y un mayor temor a las mujeres como inherentemente malas, cargaban la balanza contra las mujeres, incluso cuando las acusaciones contra ellas eran idénticas a las que había contra los hombres. Thurston (2001) veía esto como parte de la misoginia general de los períodos de la Baja Edad Media e inicio de la Edad Moderna, que había aumentado durante lo que él describió como "la cultura perseguidora" de la que había sido en la Alta Edad Media. Gunnar Heinsohn y Otto Steiger, en una publicación de 1982, especularon que las cacerías de brujas tenían como objetivo específico a mujeres expertas en obstetricia en un intento de extinguir el conocimiento sobre el control de la natalidad y "repoblar Europa" después de la catástrofe poblacional de la Peste Negra; esta visión ha sido rechazada por otros historiadores. El historiador de la medicina David Harley criticó la noción de la partera-bruja como un tipo frecuente de víctima de la caza de brujas y comentó que Heinsohn y Steiger pertenecían a un grupo de polemistas que retrataban erróneamente la historia de la partería.

### Cuestionamientos de la existencia de brujas
A lo largo de los siglos XVII y XIX, la creencia común entre los sectores cultos de la población europea era que nunca había existido un culto genuino de brujas y que todas aquellas personas que eran perseguidas y ejecutadas como tales eran inocentes del delito de brujería. Sin embargo, en esta época, diversos estudiosos sugirieron que sí había existido un culto real que había sido perseguido por las autoridades cristianas y que tenía orígenes precristianos. La primera persona que propuso esta teoría fue el profesor alemán de Derecho Penal Karl Ernst Jarcke de la Universidad de Berlín, quien presentó la idea en 1828; sugería que la brujería había sido una religión alemana precristiana que había degenerado en satanismo. Las ideas de Jarcke fueron retomadas por el historiador alemán Franz Josef Mone en 1839, aunque argumentaba que los orígenes del culto eran griegos y no germánicos. 
En 1862, el francés Jules Michelet publicó La Sorciére, en la que exponía la idea de que las brujas habían estado siguiendo una religión pagana. La teoría alcanzó mayor atención cuando fue retomada por la egiptóloga Margaret Murray, quien publicó The Witch-Cult in Western Europe (1921) y The God of the Witches (1931), en los que afirmaba que las brujas seguían una religión precristiana a la que llamó "el culto a las brujas" y "brujería ritual".[cita requerida]
Murray afirmaba que esta fe estaba dedicada a un dios pagano con cuernos e implicaba la celebración de cuatro sabbats cada año: Halloween, Imbolc, Beltane y Lughnasadh. Sin embargo, la mayoría de las revisiones académicas del trabajo de Murray realizadas en ese momento fueron en gran parte críticas, y sus libros nunca recibieron el apoyo de los expertos en los juicios de brujas de la Edad Moderna. En cambio, desde sus primeras publicaciones, muchas de sus ideas eran cuestionadas por quienes destacaban sus "errores factuales y fallas metodológicas", como bien señala Jenny Gibbons:
| Los neopaganos nos enfrentamos ahora a una crisis. A medida que aparecían nuevos datos, los historiadores modificaban sus teorías para tenerlos en cuenta. Nosotros no. Por lo tanto, se ha abierto una enorme brecha entre la visión académica y la visión pagana "media" de la brujería. Seguimos basándonos en escritores anticuados y pobres, tales como Margaret Murray, Montague Summers, Gerald Gardner, y Jules Michelet. Huímos de los textos académicos algo aburridos que presentan investigaciones sólidas, y preferimos escritores sensacionalistas que juegan con nuestras emociones.——Jenny Gibbons (1998) |

Sin embargo, la publicación de la tesis de Murray en la Enciclopedia Británica la hizo accesible a "periodistas, cineastas, novelistas populares y escritores de novelas de suspense", quienes la adoptaron "con entusiasmo". Influyó en obras literarias e inspiró los escritos de Aldous Huxley y Robert Graves. Posteriormente, en 1939, un ocultista inglés llamado Gerald Gardner afirmó haber sido iniciado en un grupo sobreviviente del culto pagano de brujas conocido como New Forest Coven, aunque la investigación histórica moderna ha llevado a los estudiosos a considerar que este aquelarre no era tan antiguo como creía Gardner, sino que había sido fundado en los años 1920 o 1930 por ocultistas que deseaban crear un culto de brujas revivido basado en las teorías de Murray. Tomando las creencias y prácticas de este aquelarre de New Forest como base, Gardner fundó la Wicca Gardneriana, una de las tradiciones más destacadas de la religión pagana contemporánea ahora conocida como Wicca, que gira en torno a la adoración de un Dios y una Diosa con Cuernos, la celebración de festivales conocidos como Sabbats y la práctica de la magia ritual. También escribió varios libros sobre el culto histórico a las brujas: Witchcraft Today (1954) y The Meaning of Witchcraft (1959), libros en los que Gardner utiliza la frase "los tiempos de la quema" en referencia a los juicios de brujas en Europa y América del Norte.
A principios del siglo XX surgieron en Europa, principalmente en Gran Bretaña y posteriormente también en los Estados Unidos, una serie de individuos y grupos que afirmaban ser los restos supervivientes del culto pagano a las brujas descrito en las obras de Margaret Murray. El primero de ellos apareció en realidad en los últimos años del siglo XIX, siendo un manuscrito que el folclorista estadounidense Charles Leland afirmaba haber recibido de una mujer que era miembro de un grupo de brujas que adoraban al dios Lucifer y a la diosa Diana en la Toscana, Italia. Publicó la obra en 1899 con el título Aradia, o el Evangelio de las Brujas. Aunque los historiadores y folcloristas han aceptado que el evangelio contiene elementos folclóricos, ninguno lo ha aceptado como el texto de un grupo religioso toscano genuino y se cree que es una composición de finales del siglo XIX.
Los wiccanos extendieron sus reivindicaciones sobre el culto a las brujas de diversas maneras, como por ejemplo utilizando el folclore británico que asocia a las brujas con sitios prehistóricos para afirmar que el culto a las brujas solía utilizar dichos lugares para ritos religiosos, legitimando así el uso wiccano contemporáneo de los mismos.En la década de 1990, muchos wiccanos habían llegado a reconocer la inexactitud de la teoría del culto a las brujas y la habían aceptado como una historia de origen mitológico.